# بخش نونترون
بخش نونترون (به فرانسوی: Arrondissement de Nontron) یک بخش در فرانسه است که در دوردوین واقع شده‌است.